# Victoria Bridge (Aberlour)
Die Victoria Bridge ist eine Fußgängerbrücke in der schottischen Ortschaft Aberlour in der Council Area Moray. 1986 wurde das Bauwerk in die schottischen Denkmallisten zunächst in der Kategorie B aufgenommen. Die Hochstufung in die höchste Denkmalkategorie A erfolgte 1987.

## Geschichte
Einst setzten Passagiere in Aberlour mit einem Fährschiff über den Spey. Nachdem sich dort im Jahre 1901 ein Fährunglück mit Todesopfern ereignet hatte, wurde entschieden die Fährverbindung durch eine Brücke zu ersetzen. James Flemming, Bankier, Mäzen und Eigentümer der Whiskybrennerei Aberlour, beteiligte sich mit 500 £ an den Kosten des Brückenbaus. Die Brücke wurde jedoch erst nach seinem Tode fertiggestellt.
Mit der Konstruktion wurde das in Aberdeen ansässige Ingenieursunternehmen James Abernethy Co. betraut. James Abernethy selbst, der für die Planung zahlreicher Brückenbauten in der Region verantwortlich zeichnet, war bereits fünf Jahre zuvor verstorben. Den Bau der zwischen 1901 und 1902 errichteten Victoria Bridge führte das in Craigellachie ansässige Unternehmen von James Lawrence aus. Die Victoria Bridge besaß lokal den Namen Penny Bridge, da dieser Betrag der Brückenmaut entsprach.

## Beschreibung
Die Victoria Bridge überspannt den Spey am Westrand von Aberlour. Die Hängebrücke ist mit zwei Pylonen ausgeführt. Diese stehen an den beiden Ufern und markieren auch die Enden des Brückendecks. Bei den Pylonen handelt es sich um gepaarte Pyramidenstümpfe aus Stahlfachwerk mit oberem Riegel und abschließenden Kugeln. Die Tragseile sind in Blöcken zu beiden Seiten im Grund verankert. Die Hänger sind auf Höhe des Geländers mit dem gussstählernen Skelett der 88 Meter langen Brücke verbunden. Als Brückendeck dient ein gusseisernes Fachwerk mit aufliegenden Stahlplatten.
Der Speyside Way führt direkt an der Brücke vorbei, quert sie jedoch nicht.

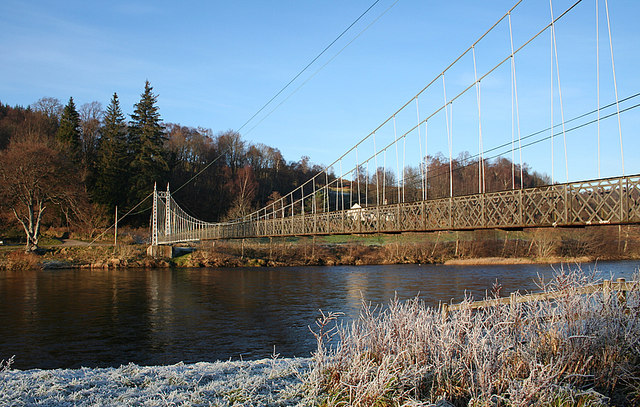
Blick entlang der Brücke
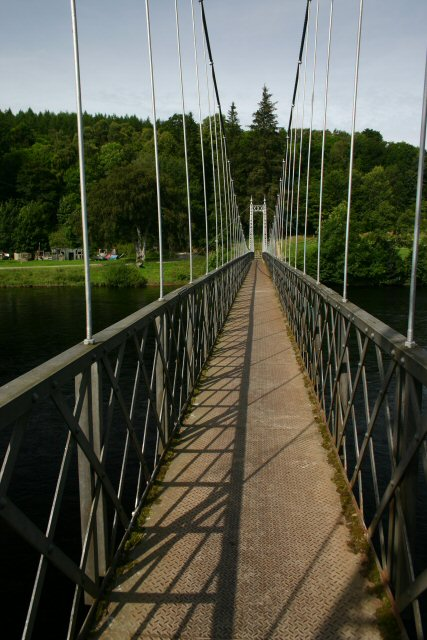
Blick über die Brücke
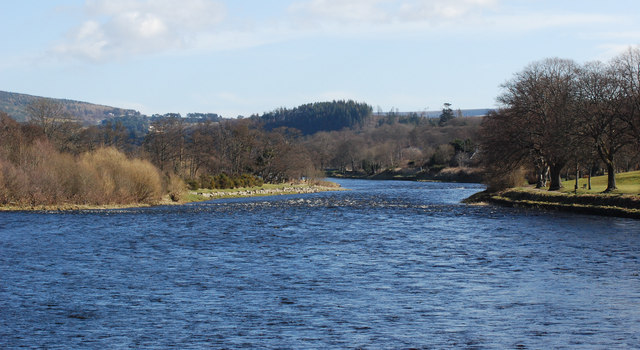
Blick von der Brücke